# Lipanští z Lipan
Lipanští z Lipan byl český vladycký rod z okolí Českého Brodu.

## Historie
Své jméno odvozovali od tvrze a vsi Lipany u Českého Brodu. Zakladatelem rodu byl Čeněk z Lipan, který byl v roce  1360 královským maršálkem a roku 1380 purkrabí na Lichnici. Z této doby je znám i tehdejší majitel Lipan, kterým v letech 1380 – 1384 byl Mikeš Lipanský z Lipan († před 1388). Dalšími příbuznými v této době byli pravděpodobně bratři Buzek a Zbraslav, kteří v letech 1374 – 1397 drželi Pašiněves.
Po smrti Mikeše Lipanského z Lipan († před 1388) je držba Lipan nejasná, v roce 1389 je po sporech získal Mikeš († asi 1401). Jeho potomek Mikeš 1415 – 1448 dostal roku 1421 od krále Zikmunda dědinu  Přistoupim. Jeho syn Martin (1448 – 1466) zanechal Lipany synům. Jmenovali se Mikeš (1472 – 1505), Milota (1475 – 1495), Bohuše († 1475), Václav († 1480), Jetřich († 1495), kteří kromě Mikše prodali Lipany v roce 1480.
Albrecht Lipanský z Lipan, syn jednoho z nich, byl v roce 1519 purkrabím na Poděbradech. Roku 1524 koupil Veselí a roku 1526 prodal statek Lhotu. Zemřel po roce 1548. S manželkou Annou z Korkyně zplodil syna Jetřicha, který byl dobrým hospodářem a koupil v roce 1567 Velkou Lhotu. Po roce 1575 býval hejtmanem chrudimského kraje. Když zemřel, následovali po něm synové Jetřich a Petr, které mu porodila manželka Ozana z Kokořova. Petr držel Veselí a Jetřich Lhotu. Jetřich byl ženatý s Lidmilou z Biskupic (†1610) a pravděpodobně jeho syn byl Jan, který od roku 1615 seděl na Veselí, roku 1623 tentýž statek prodal. Okolo roku 1631 se též ujal Lhoty po svém bratru Petrovi, ale nedlouho potom zemřel. Lhotu prodala v roce 1634 Dorota Lipanská z Bydžína. V tento rok rod Lipanských z Lipan vymřel.

## Erb
V erbu je mnich veslující na lodičce, klenotem byli tři pštrosí péra rozličných barev.